# Pisarzowice (okres Kamienna Góra)
Pisarzowice je vesnice v Polsku v Dolnoslezském vojvodství. Administrativně spadá do obce Kamienna Góra. Zastavěná část má podlouhlý charakter orientovaný u silnice. Její severní část se nachází v CHKO Rudawski Park. Podél hlavní silnce protéká potok Bystra. Nachází se zde kostel Nanebevzetí Panny Marie.

## Galerie

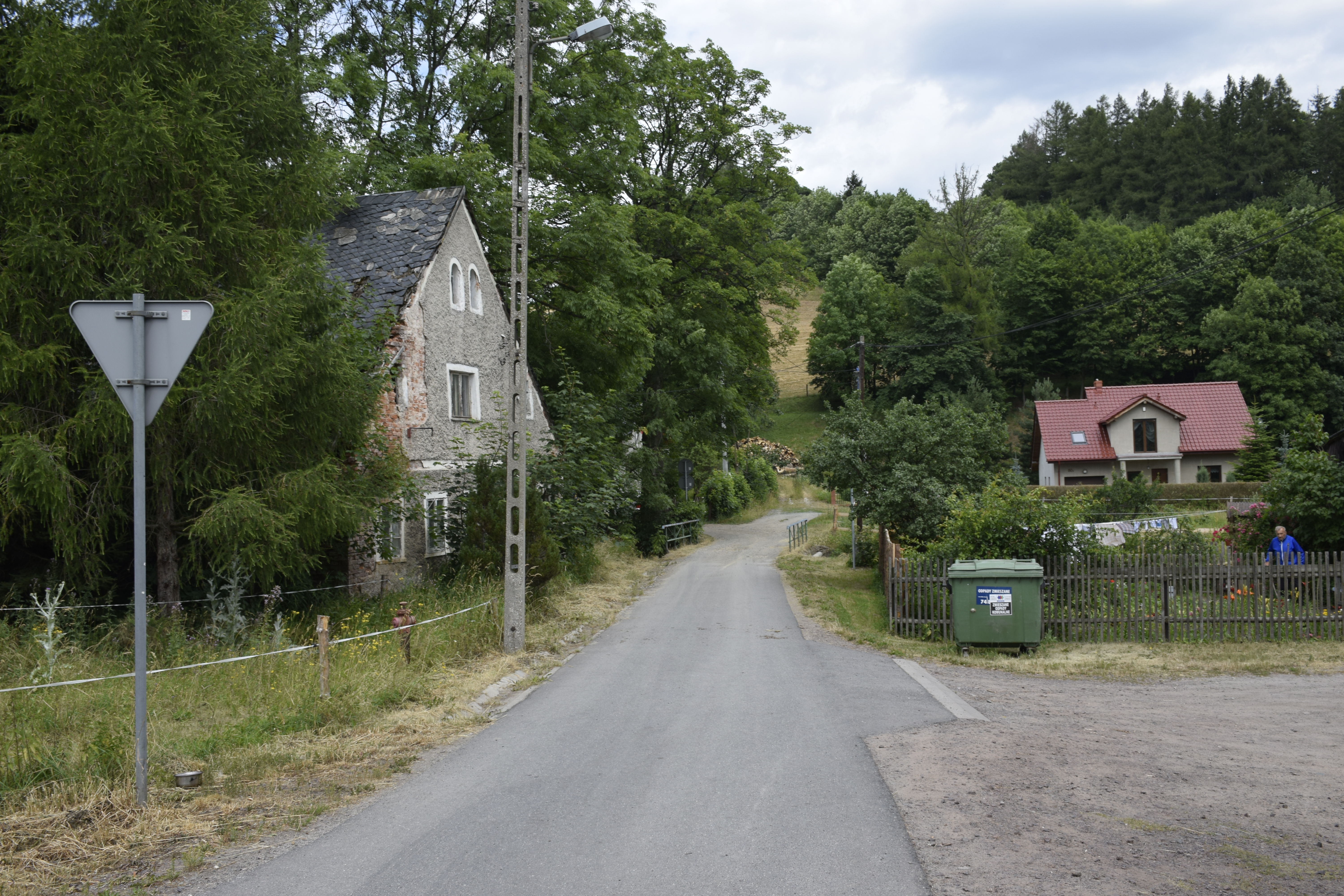
Silnice
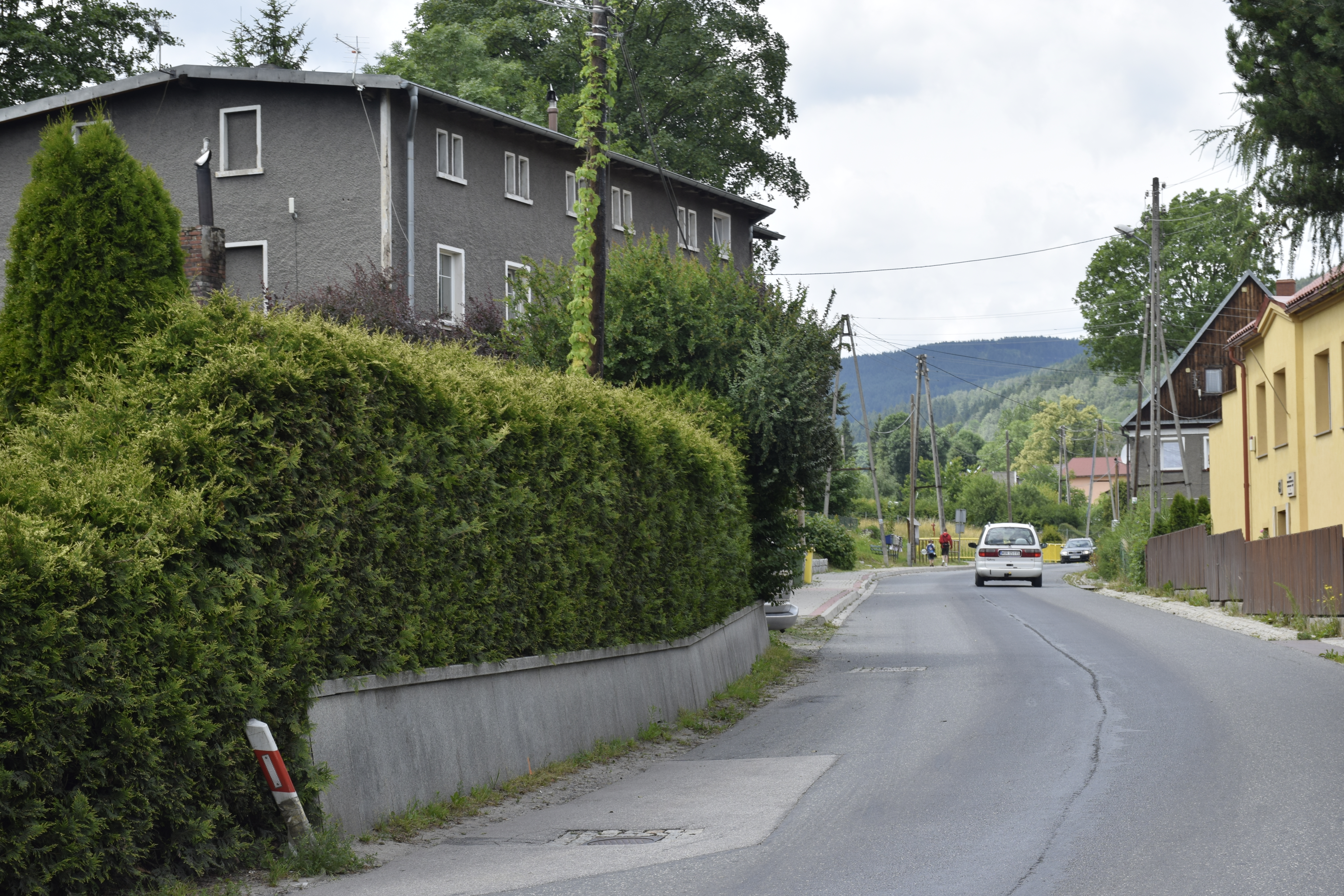
Domy u silnice
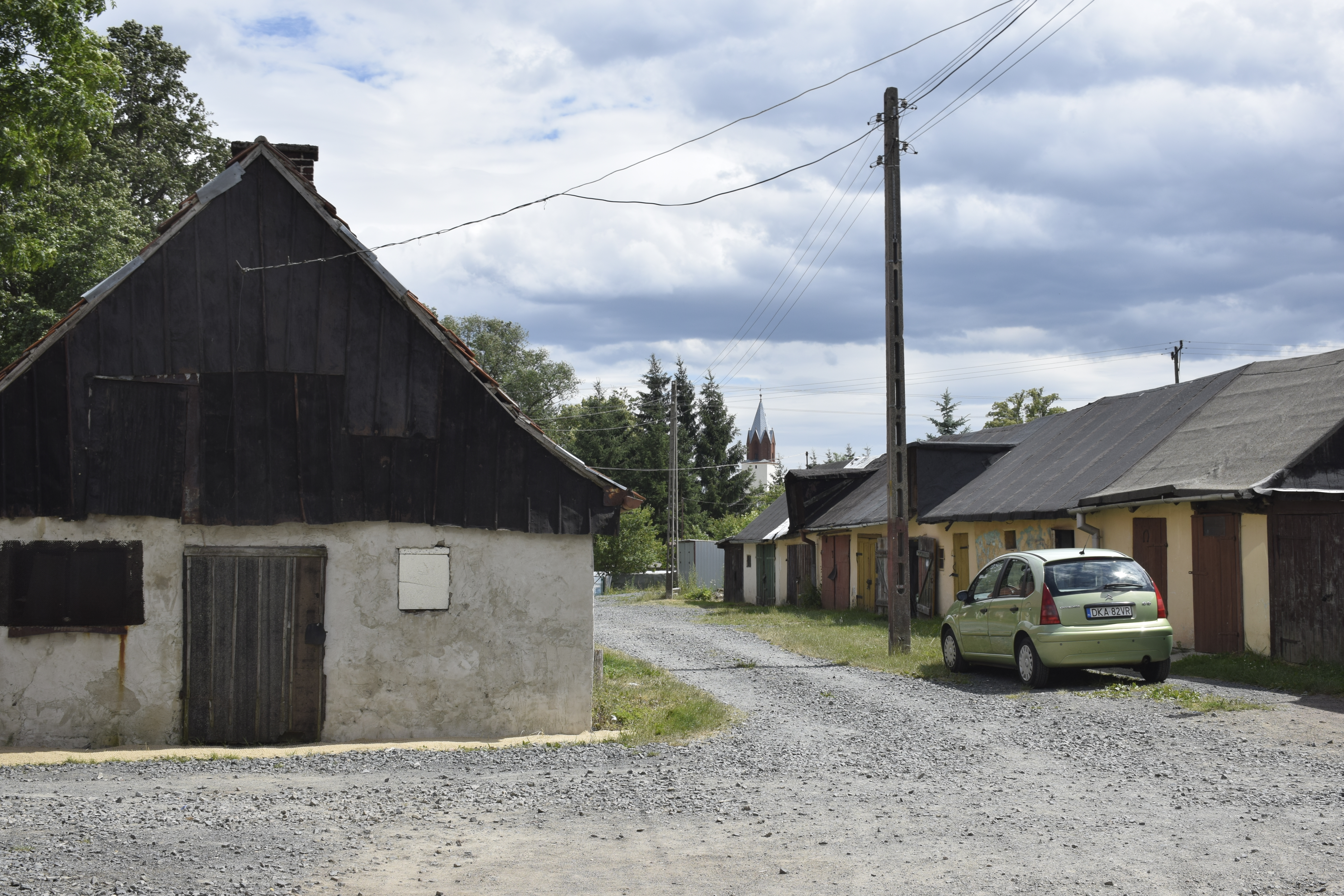
Garáže
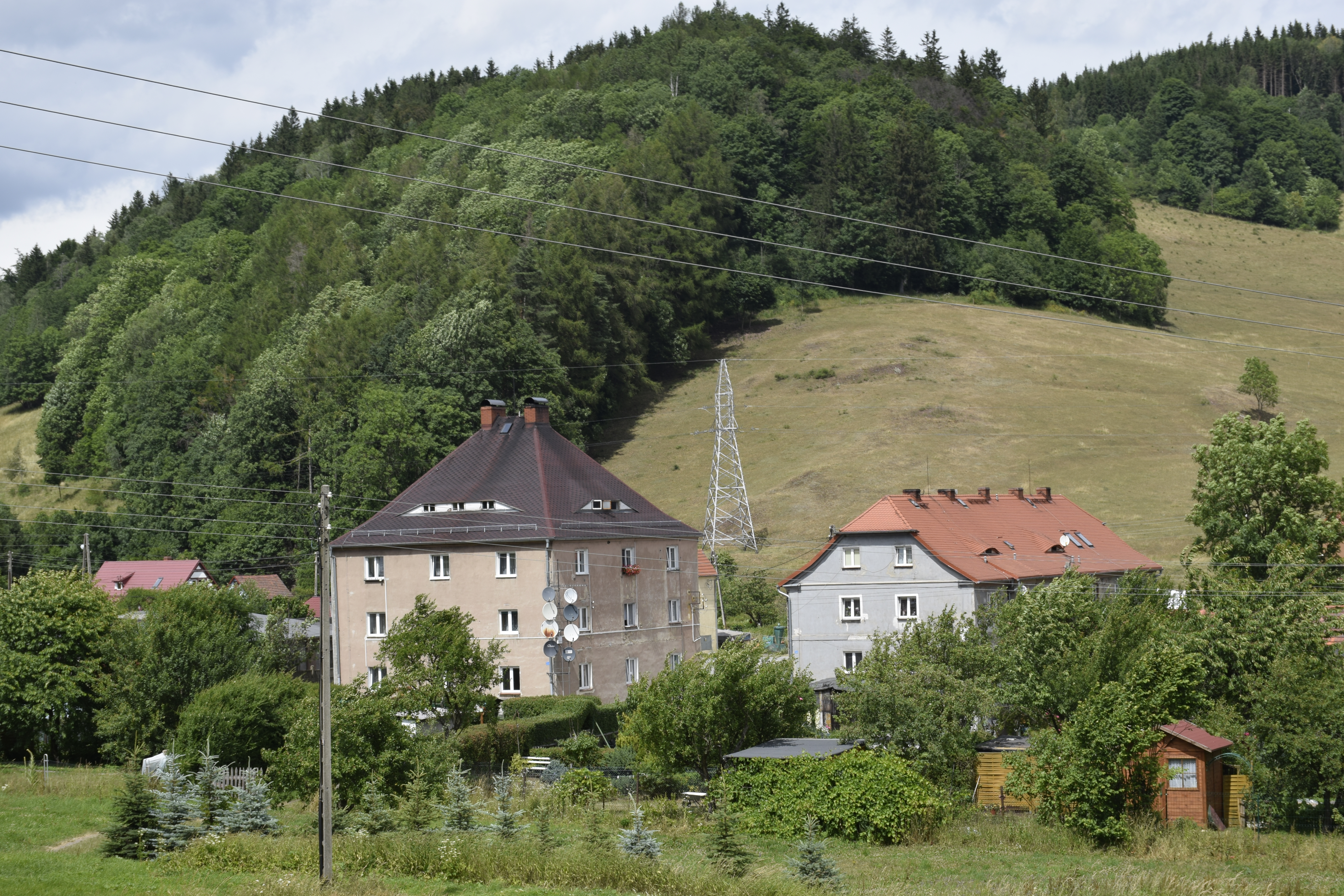
Domy pod kopcem
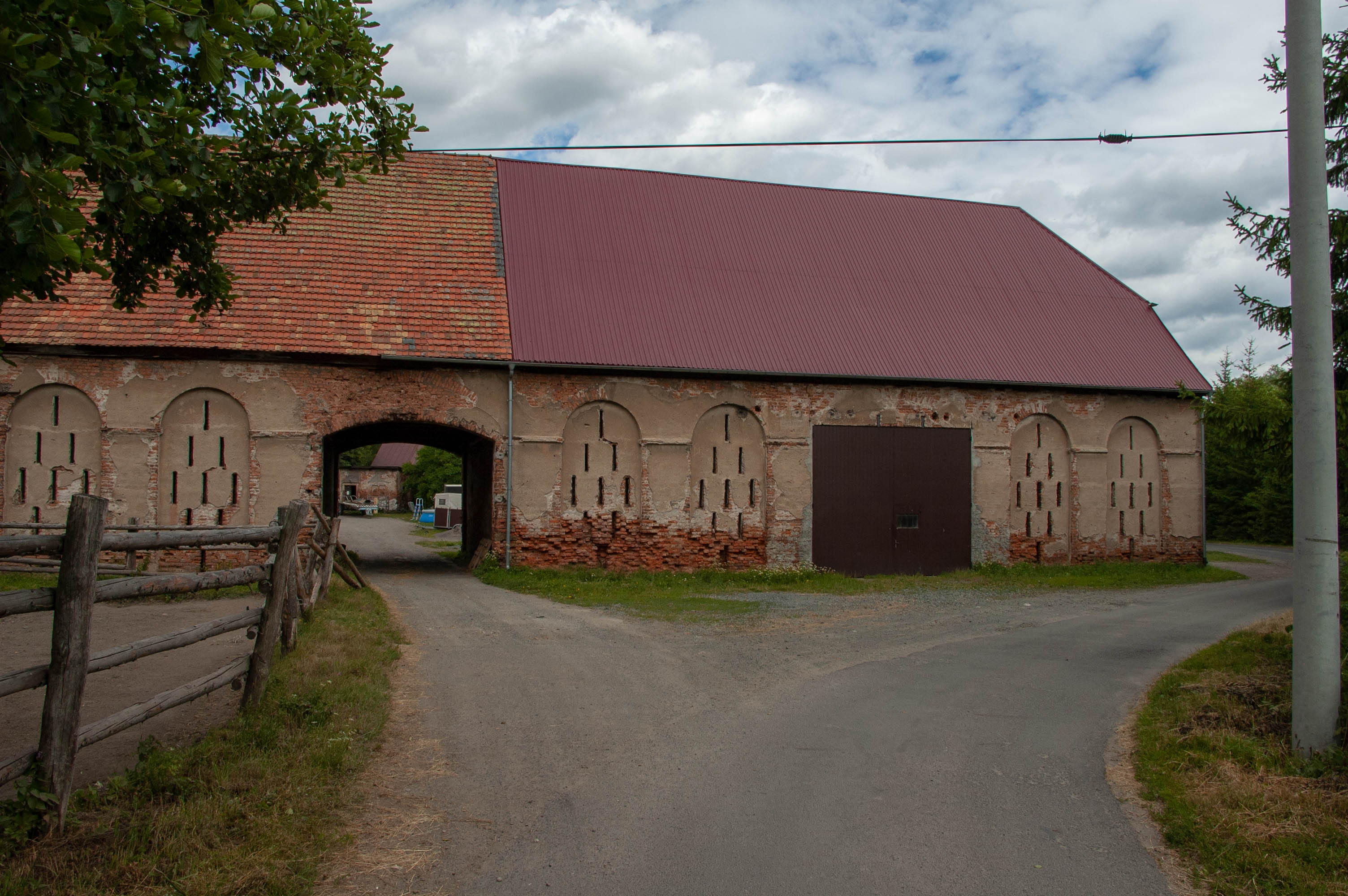
Stodola